# Demanda infalible
Demanda infalible, cuyo título en inglés es Personal Injuries publicado en 1999, es una novela de Scott Turow cuya acción transcurre, como en otras del mismo autor, en el ficticio condado de Kindle en Illinois. Algunos de sus personajes ya estuvieron en novelas anteriores de Turow y también aparecerán en obras posteriores.

## Resumen
Al comienzo de la acción el abogado Robbie Feaver, un especialista en hacer demandas por daños y perjuicios con fama de ganar la mayoría de los casos, que cae en la mira del fisco por una cuenta corriente sin declarar que puede llevarlo a la cárcel, consulta como cliente a su colega George Mason, el narrador. El fiscal Stan Sennett lo está presionando porque sabe que Feaver ha pagado sobornos para obtener sentencias favorables y pretende que él obtenga pruebas de corrupción judicial contra quien considera es el centro de las maniobras: Brendan Tuohey, Presidente del tribunal encargado de ese tipo de demandas y candidato a ascender a cargos superiores. A los avatares de Feaver para cumplir el compromiso que ha debido asumir para salvar su carrera como abogado se entrelazan con su relación con una agente del FBI y las transformaciones que va teniendo su vida.

## Premios
- Time Magazine la consideró como la mejor novela de ficción de 1999.

- Datos: Q7170518